# リッチモンド・ヒル線
リッチモンド・ヒル線(Richmond Hill line)は、GOトランジットの1路線であり、1978年にGOトレイン4番目の路線として開業した。トロントとリッチモンドヒルを結ぶ路線である。2016年の一日利用者数は10,293人とGOトレイン全路線の中で最も少ない。総延長も45.9 kmと最も短い。トロント大都市圏で人口増加が著しいヨーク地域（マーカム、リッチモンドヒル）を中心とした路線である。

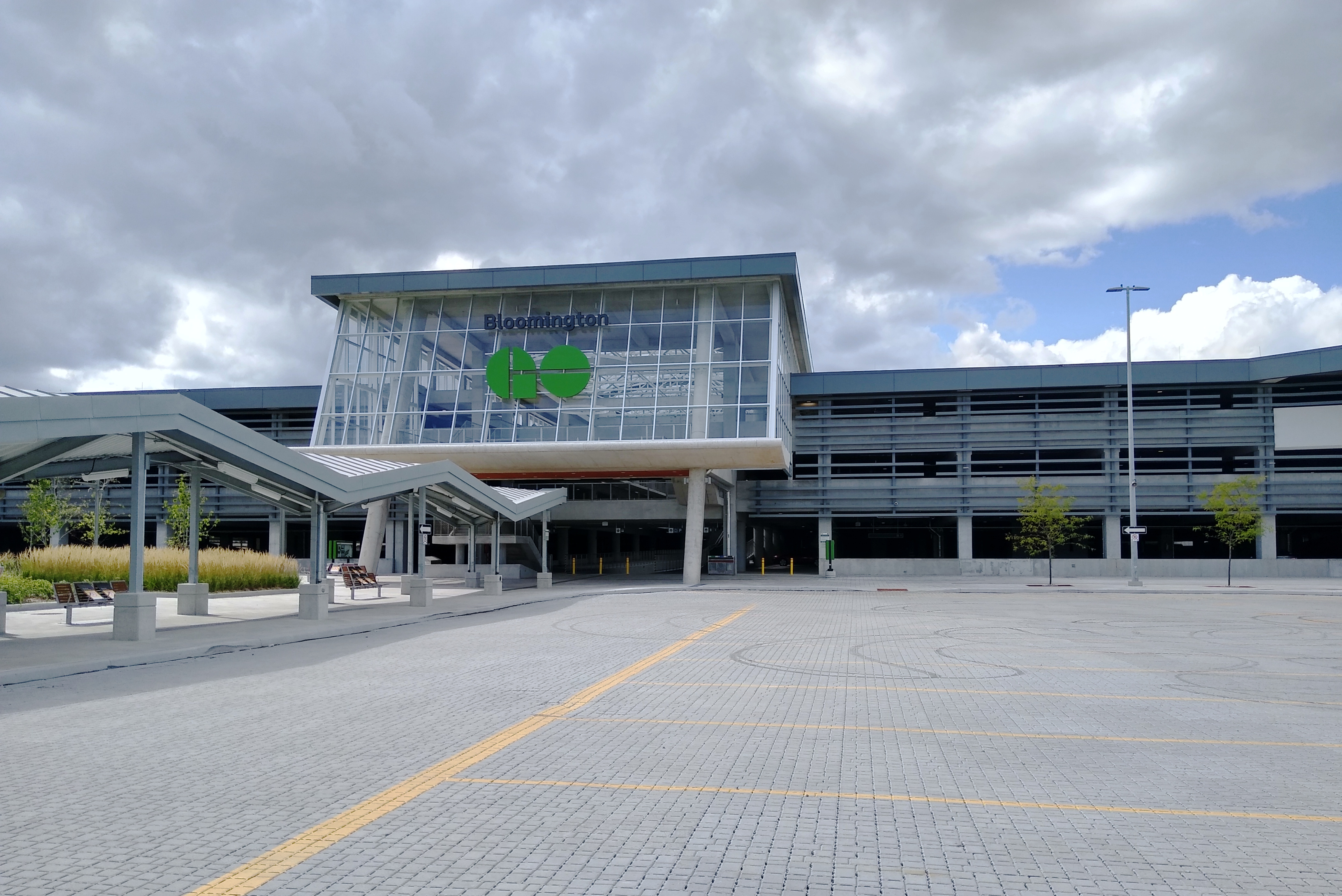
終点のブルーミントン駅

## 運行本数
運行は平日はトロントユニオン駅行きが4本、ユニオン駅からブルーミントン駅へ向かう列車が5本運行されている。土日、祝日の列車の運行はない。2016年にゴームリー駅まで、2021年にはブルーミントン駅までの区間が延伸開業した。
| 駅               | ユニオン駅行 | ユニオン駅発 |
| ---------------- | ------------ | ------------ |
| ブルーミントン駅 | 4            | 5            |

## 駅一覧
所在地は基本的に駅名と同じである。
本線
| 駅名               | 営業キロ | 接続路線、施設                                                                    | 自治体           |
| ------------------ | -------- | --------------------------------------------------------------------------------- | ---------------- |
| ユニオン駅         | 0.0      | ■トロント市地下鉄1号線,■GOトレイン全線 ■ユニオン・ピアソン・エクスプレス, VIA鉄道 | トロント         |
| オリオール駅       | 18.2     |                                                                                   | トロント         |
| オールド・カマー駅 | 22.7     |                                                                                   | トロント         |
| ラングスタッフ駅   | 29.5     |                                                                                   | マーカム         |
| リッチモンドヒル駅 | 33.8     |                                                                                   | リッチモンドヒル |
| ゴームリー駅       | 42.3     |                                                                                   | リッチモンドヒル |
| ブルーミントン駅   | 45.9     |                                                                                   | リッチモンドヒル |

## 将来計画
列車の増発が予定されている。